# Rubén Abarca
Rubén Abarca Silva (* 1960), auch bekannt unter dem Spitznamen La Chiclosa (Das Gummibärchen),  ist ein ehemaliger mexikanischer Fußballspieler, der vorwiegend im Mittelfeld agierte. Heute betreibt Abarca eine Agentur für Models und Hostessen.

## Laufbahn
Abarca trat im Alter von 14 Jahren dem Club América bei, bei dem er 1979 seinen ersten Profivertrag erhielt. Sein Debüt in der mexikanischen Primera División bestritt Abarca am 15. November 1979 in einem Heimspiel gegen Unión de Curtidores, das 3:1 gewonnen wurde. Zu seinem dritten Einsatz in der höchsten Spielklasse kam er am 24. Februar 1980 in einem Súper Clásico gegen den Erzrivalen Chivas Guadalajara. In diesem Spiel erzielte Abarca nicht nur seinen ersten Treffer in der Primera División, sondern erhielt auch seinen Spitznamen La Chiclosa (Das Gummibärchen), weil er sich unmittelbar vor seinem Tor „biegsam wie ein Gummibärchen“ durch die Abwehr des Gegners „durchgemogelt“ hatte.
Doch auch in seiner zweiten Saison 1980/81 kam Abarca nur selten zum Einsatz und daher wechselte er vor der Saison 1981/82 zum Ligarivalen CD Tampico. Dort absolvierte er zwar 14 Einsätze, schaffte es aber auch nicht zum Stammspieler und daher wechselte er nach einem Jahr erneut. Bei seiner nächsten Station Atlas Guadalajara gelang ihm der Sprung in die Stammformation und er absolvierte 32 Einsätze, bei denen er zwei Treffer erzielte.
Im Sommer 1983 kehrte er zum Club América zurück, mit dem er in den beiden folgenden Spielzeiten (1983/84 und 1984/85) zweimal in Folge den Meistertitel gewann. Anschließend wechselte er zum Stadtrivalen CF Atlante, bei dem er seine aktive Laufbahn ausklingen ließ.

## Erfolge
- Mexikanischer Meister: 1983/84, 1984/85